# Дэви, Гемфри
Сэр Гемфри Дэ́ви (или Хэмфри Дэви, англ. Humphry Davy, 17 декабря 1778, Пензанс, — 29 мая 1829, Женева) — британский химик, агрохимик, физик и геолог, изобретатель, один из основателей электрохимии.
Известен открытием многих химических элементов, а также покровительством Фарадею на начальном этапе его научной деятельности. В 1799 году Дэви экспериментировал с закисью азота и был удивлён тем, как вдыхание этого газа заставило его смеяться, поэтому он прозвал его «веселящим газом» и написал о его потенциальных анестезирующих свойствах для облегчения боли во время операции.
Член (1803) и президент (1820—1827) Лондонского королевского общества, иностранный член Парижской академии наук (1819; корреспондент с 1813), иностранный почётный член Петербургской академии наук (1826).

## Биография
Родился в 1778 году в маленьком городке Пензансе на юго-западе Англии. Отец был резчиком по дереву, зарабатывал мало, и поэтому его семья с трудом сводила концы с концами. В возрасте шести лет Дэви был отправлен в гимназию в Пензансе, а спустя три года его семья переехала в Варфелл, недалеко от Лудгвана. В 1794 году отец умер, и Гемфри переехал жить к отцу своей матери Джону Тонкину, который был его крёстным отцом, а после смерти отца Гемфри и опекуном. Вскоре стал учеником аптекаря, начал интересоваться химией.
Один из учёных, с которым вёл переписку Дэви по различным вопросам физики и химии, доктор Томас Беддо, поражённый его огромным дарованием, заинтересовался молодым исследователем. Беддо решил предоставить Дэви возможность работать в обстановке, где он мог бы расти и полностью развернуть свои способности. Маститый учёный пригласил Дэви работать химиком в свой Пневматический институт, куда Гемфри и поступил в 1798 году. В 1801 году — ассистент, а с 1802 года — профессор Королевского института. В 1803 году Дэви был избран членом Королевского общества, а с 1807 по 1812 год он работал в качестве секретаря этого общества. В этот период исследовательская и педагогическая деятельность Дэви приобретает особый размах. Дэви придаёт огромное значение исследовательской и экспериментальной работе в области химии и физики. В своих записках он писал:
Гораздо труднее собирать факты, чем заниматься спекулятивными умозрениями по их поводу: хороший эксперимент имеет больше ценности, чем глубокомыслие такого гения, как Ньютон.
У Дэви учился и с 1812 года начал работать Майкл Фарадей.
В 1812 году Дэви в возрасте 34 лет за научные работы был посвящён в рыцари. Он женился на молодой состоятельной вдове Джейн Эйприс, дальней родственнице Вальтера Скотта. В 1813 году Дэви отправился путешествовать по Европе, отказавшись от профессуры и от службы в Королевском обществе, как не соответствующей его новому общественному положению. Возвратившись в Англию, Дэви больше не занимался серьёзной теоретической работой, а обратился исключительно к практическим вопросам промышленности.
В 1819 году Дэви был удостоен титула баронета.
В 1826 году Дэви поразил первый апоплексический удар, который надолго приковал его к постели. В начале 1827 года он уехал из Лондона в Европу вместе с братом: леди Джейн не сочла нужным сопровождать больного мужа. 29 мая 1829 года на пути в Англию Дэви поразил второй удар, от которого он и умер на пятьдесят первом году жизни в Женеве. Похоронен в Женеве на кладбище Пленпале. В Вестминстерском аббатстве в Лондоне, на месте захоронения выдающихся людей Англии, ему установлена мемориальная доска. В его честь Лондонское Королевское общество учредило награду для учёных — медаль Дэви.
Его биограф историк науки Дэвид Маркус Найт описал жизнь Дэви «как превращение изобретательного, восторженного и сразу привлекательного молодого человека в самого блестящего химика своего времени, а затем в угрюмого и одинокого старика».

## Научная деятельность

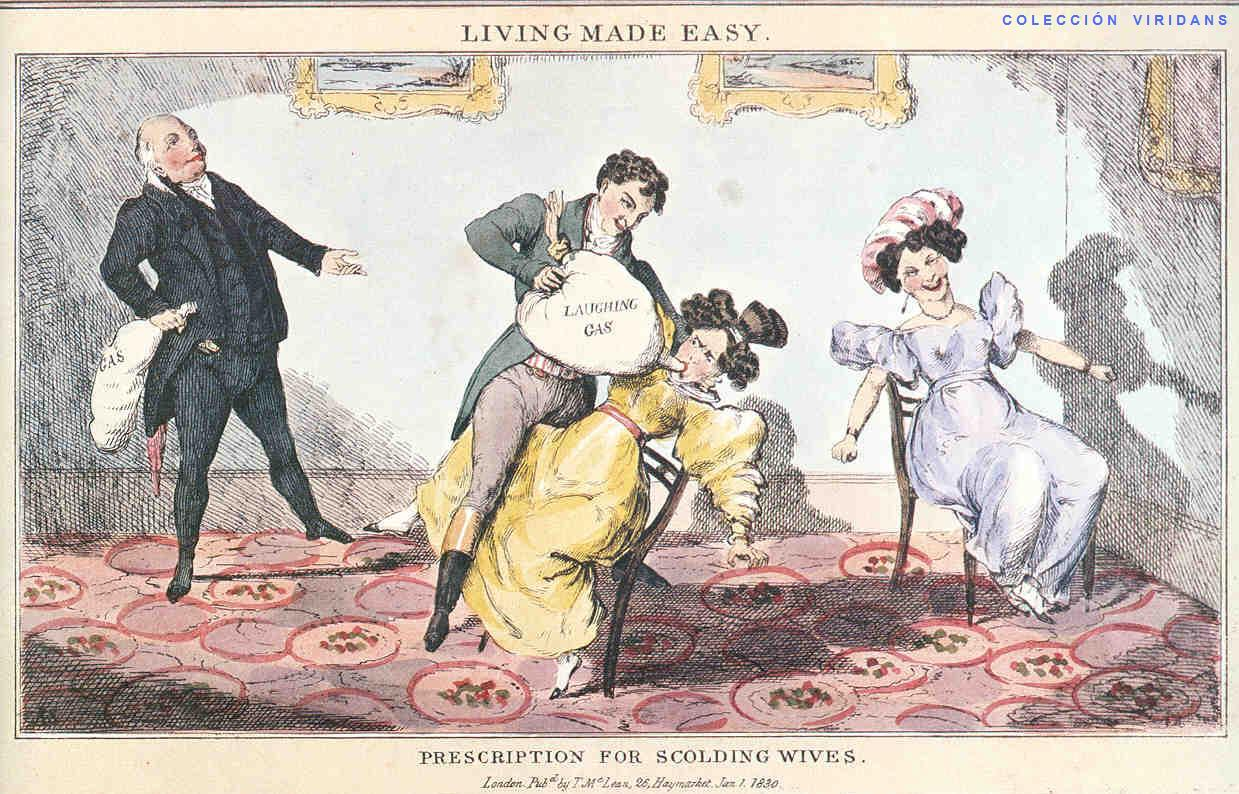
«Жизнь становится легче». Граф Румфорд и Г. Дэви демонстрируют действие «веселящего газа» (карикатура начала XIX века)

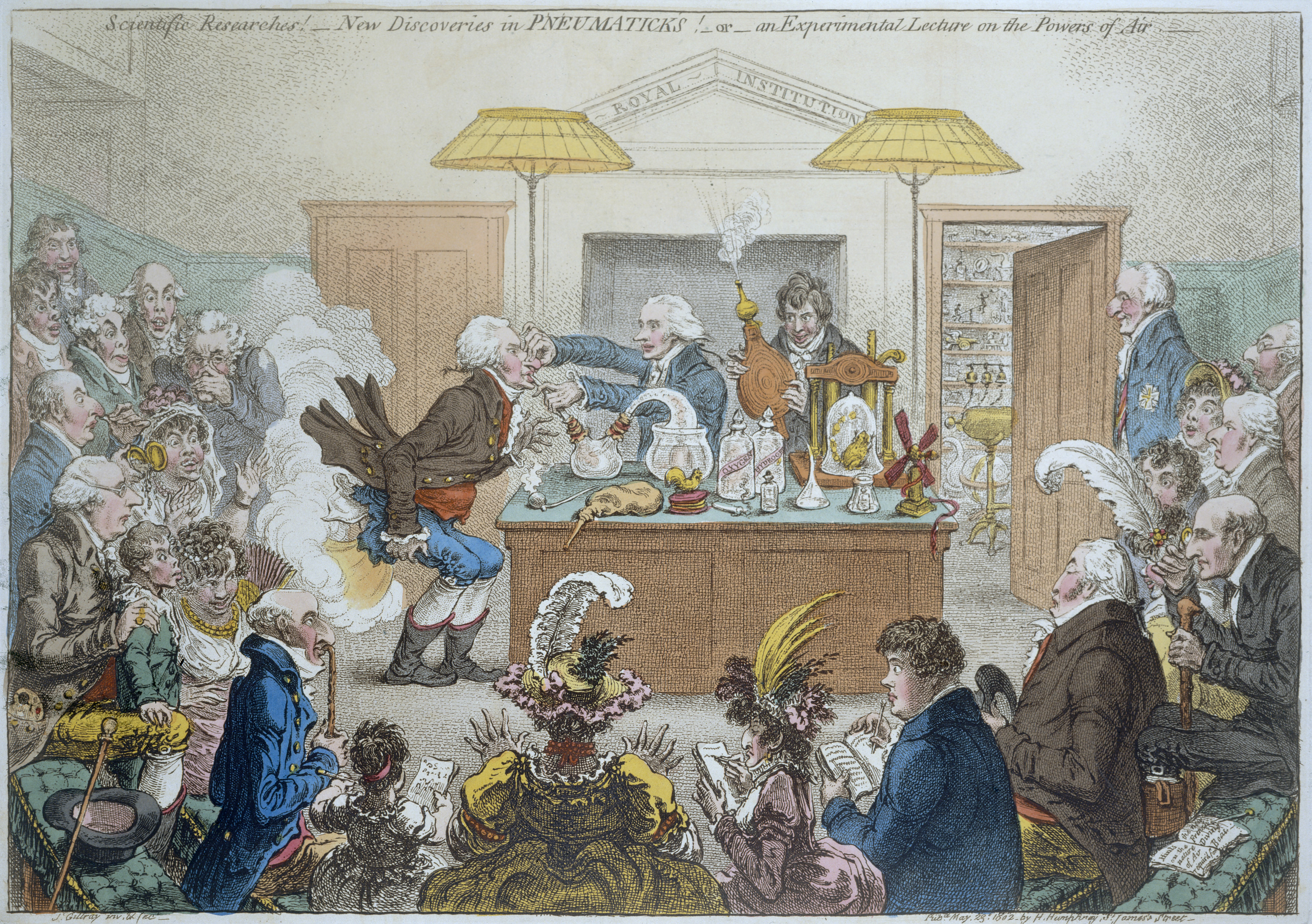
Это была эпоха, когда одни исследователи вставляли себе в вены гибкие трубки, другие же глотали бактерии. Каждый хотел непременно доказать верность своей теории — многие всеми доступными средствами. Химик Гэмфри Дэви (справа) экспериментировал над воздействием веселящего газа на организм человека.
Карикатура, 1802 г., Лондон. Подпись: «Лекция о новых открытиях в области пневматики»

Уже в 17 лет Дэви сделал своё первое открытие, обнаружив, что трение двух кусков льда друг о друга в вакууме вызывает их плавление, на основании чего предположил, что теплота — это особый вид движения. Этот опыт опровергал существование тепловой материи, к признанию которой склонялись тогда многие ученые.
В конце XVIII века совместно с Томасом Веджвудом проводил самые первые опыты, ставшими одним из первых шагов к изобретению фотографии — попытки перенести на обработанные нитратом серебра бумагу и кожу изображения, полученные при помощи камеры-обскуры. Для того времени опыт оказался достаточно успешным — на белой бумаге или коже появлялся тёмный силуэт, однако из-за низкой светочувствительности камера-обскуры выдержка должна была быть очень долгой, а также исследователи не смогли решить вопрос с фиксацией изображения, и находящийся на свету обработанный светочувствительными материалами объект вскоре становился полностью чёрным. В 1802 году опыты были прекращены из-за болезни Веджвуда
}}, но Дэви опубликовал в журнале Journal of the Royal Institution научную работу под названием «Отчёт о методе копирования изображений на стекло и получения профилей посредством света на нитрате серебра, изобретённом Т. Веджвудом, эсквайером, с наблюдениями Г. Дэви» (англ. An account of a method of copying paintings upon glass, and of making profiles by the agency of light upon nitrate of silver, invented by T. Wedgwood, esq., with observations by H. Davy).
В 1799 году при изучении действия различных газов на человеческий организм в Пневматическом институте Дэви открыл опьяняющее действие закиси азота, названной веселящим газом. Дэви также заметил, что при вдыхании большого количества газа он действует как наркотик. Случайно им было установлено и анестезирующее свойство закиси азота: вдыхание газа прекратило зубную боль.
В том же году, прочитав работу Николсона и Карлайла «Разложение воды электрическим током гальванического элемента», он одним из первых провел электрохимическое разложение воды при помощи вольтова столба и подтвердил гипотезу Лавуазье, что вода состоит из кислорода и водорода.
В 1800 году Дэви выдвинул электрохимическую теорию сродства, позднее развитую Й. Берцелиусом, согласно которой при образовании химических соединений происходит взаимная нейтрализация зарядов, присущих простым телам; при этом чем больше разность зарядов, тем прочнее соединение.
В 1801—1802 годах им проводятся публичные лекции по пневматической химии, агрохимии и гальваническим процессам. По свидетельствам очевидцев, лекции собирали до пятисот слушателей и получали восторженные отклики. В ноябре 1804 года Дэви стал научным сотрудником Королевского общества, в котором он позже стал председательствовать.
В 1805 году Французская академия наук присудила ему премию в 3000 франков. Наполеон, несмотря на поражение в Трафальгарском сражении, поддержал решение академии присудить английскому химику и именную медаль за исследования в области электрохимии. Несмотря на негодование английского общества, Дэви принял награду «врага», так как видел науку вне политики. Однако получить её он смог только спустя 5 лет.
В 1805 году при полной аудитории он прочитал в Институте цикл из 10 лекций по геологии. Среди его слушателей был и Р. Мурчисон. 13 ноября 1807 года Дэви и десять других любителей геологии основали первое в мире геологическое общество — Геологическое общество Лондона.
Независимо от Ж. Гей-Люссака и Л. Тенара Дэви выделил бор из борной кислоты; в 1810 году подтвердил элементарную природу хлора. Опыты с хлором и открытие щелочных и щёлочноземельных металлов привело Дэви к столкновению с виднейшими химиками того времени. Дэви отрицал, что хлор является сложным веществом. Это вносило настолько резкие изменения в таблицу элементов, предложенную Лавуазье, что Гей-Люссак и Тенар во Франции, а Берцелиус в Швеции категорически восстали против утверждения Дэви. Однако Гей-Люссак вскоре присоединился к нему, проверив правильность его утверждения.

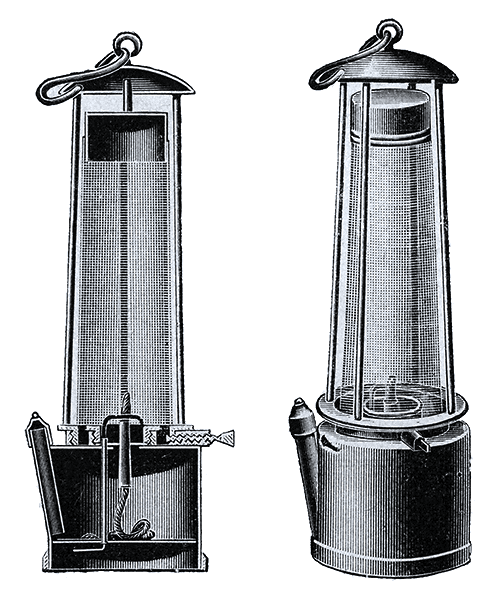
Первая шахтёрская масляная безопасная лампа, изобретённая в 1815 году сэром Гэмфри Дэви

Независимо от П. Л. Дюлонга Дэви предложил водородную теорию кислот, опровергнув взгляд Лавуазье, который считал, что каждая кислота должна содержать кислород. В 1807 году путём электролиза расплавленных солей и щелочей Дэви получил металлические калий, натрий, барий и кальций, а в 1808 году — амальгаму стронция и магния. В 1818 году он получил в чистом виде ещё один активный металл — литий.
Во время опытов с неизвестными металлами в результате попадания расплавленного калия в воду произошёл взрыв, в результате которого Дэви серьёзно пострадал, потеряв правый глаз. Зрение было также повреждено при опытах с трихлоридом азота.
В 1808—1809 годах описал дуговой электрический разряд между двумя угольными стержнями, соединёнными с полюсами мощной электрической батареи из 2 тысяч гальванических элементов.
В 1803—1813 годах он читал курс агрохимии. Дэви указывал на необходимость полевых опытов для разрешения вопросов земледелия; он считал, что главнейшей заботой земледельцев должна была состоять «в доставлении земле растворимых материй, то есть скоро тлеющих остатков растений и животных»; он предлагал различные средства для удержания в навозах питательных жидкостей и газов. Прочитанные им лекции были изданы отдельной книгой, служившей общепринятым учебником по агрохимии более полувека.
В 1815 году Дэви сконструировал взрывобезопасную шахтную лампу с металлической сеткой, тем самым решив проблему опасного «рудничного газа». Дэви отказался патентовать лампу, тем самым сделав своё изобретение общедоступным. За изобретение лампы он был в 1816 году награждён медалью Румфорда, а в дополнение к этому богатые шахтовладельцы Англии подарили ему серебряный сервиз.
В 1821 году он установил зависимость электрического сопротивления проводника от его длины и сечения и отметил зависимость электропроводности от температуры.

## Взаимоотношения с М. Фарадеем

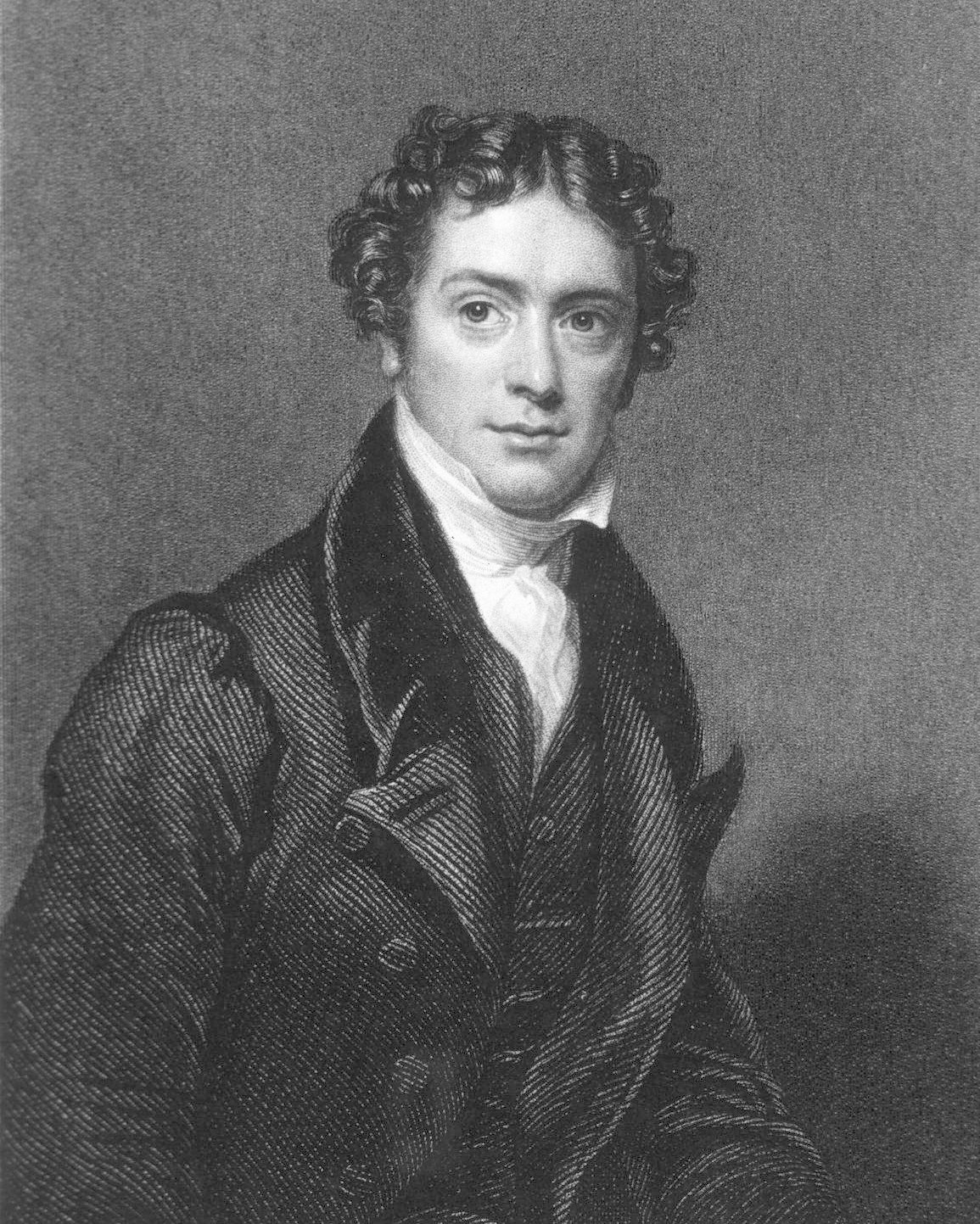
Портрет М. Фарадея в возрасте ок. 35 лет

В 1812 году на публичные лекции Дэви попал 22-летний ученик переплётчика Майкл Фарадей, который подробно записал и переплёл четыре лекции Дэви. Дэви получил их вместе с письмом с просьбой взять его на работу в Королевский институт. Этот, как выразился сам Фарадей, «смелый и наивный шаг» оказал на его судьбу решающее влияние. Дэви, сам начинавший жизненный путь учеником аптекаря, был восхищён обширными знаниями юноши, но в тот момент в институте не было вакантных мест. Просьба Майкла была удовлетворена лишь через несколько месяцев: в начале 1813 года Дэви из-за проблем со зрением пригласил юношу на освободившееся место лаборанта.
В обязанности Фарадея входили в основном помощь профессорам и другим лекторам Института при подготовке лекций, учёт материальных ценностей и уход за ними. Но сам он старался использовать любую возможность для пополнения своего образования, и в первую очередь — внимательно слушал все подготовленные им лекции. Одновременно Фарадей, при благожелательном содействии Дэви, проводил собственные химические эксперименты. Свои служебные обязанности Фарадей исполнял настолько тщательно и умело, что вскоре стал незаменимым помощником Дэви.
В 1813—1815 годах, путешествуя вместе с Дэви и его женой по Европе, Фарадей посетил лаборатории Франции и Италии (причём Фарадей выполнял обязанности не только ассистента, но также секретаря и слуги). Дэви как знаменитость мирового масштаба приветствовали многие выдающиеся учёные того времени, в том числе А. Ампер, М. Шеврель, Ж. Л. Гей-Люссак и А. Вольта. Во время пребывания во Флоренции в серии экспериментов, проведенных при содействии Фарадея, Дэви удалось при помощи солнечных лучей сжечь алмаз, доказав, что он состоит из чистого углерода. После возвращения в Англию научная деятельность Фарадея протекала в стенах Королевского института, где он сначала помогал Дэви в химических экспериментах, а затем начал самостоятельные исследования, в конце концов став известным и влиятельным ученым, что позволило Дэви назвать Фарадея «своим величайшим открытием».
В 1824 году, несмотря на противодействие Дэви, претендовавшего на открытия своего ассистента, Фарадей был избран членом Королевского общества, а в 1825 году стал директором лаборатории в Королевском институте. Успехи ученика вызвали ревность Дэви и обвинения Фарадея в плагиате, в результате чего тот был вынужден прекратить все исследования электромагнетизма до смерти своего наставника.

### Переводы на русский язык
- Деви Г. Основания земледельческой химии, изложенные сиром Гумфри Деви : Пер. с англ., изд. тщанием Имп. Вольн экон. о-ва. — Санкт-Петербург : тип. вдовы Байковой, 1832. — V, [3], 425 с., 12 л. ил.; 20.
- Деви Г. О некоторых химических действиях электричества. Москва, 1935.

## Память
Именем Гемфри Дэви названы:
- Медаль Лондонского королевского общества, присуждаемая «за чрезвычайно важные открытия в любой области химии»
- Кратер на Луне (диаметр 34 км, координаты 11,85S, 8,15W)
- Здание университетского колледжа в г. Плимут (Англия)
- Улица Хэмфри Дэви есть в немецком городе Куксхавен (Humphry)[уточнить]
- Минерал давин был открыт в 1825 г. в Италии